# 斎藤守慶
斎藤 守慶（さいとう もりよし、1928年（昭和3年）11月26日 - 2008年（平成20年）6月4日）は、日本の経営者、毎日放送元社長・会長・最高顧問。父は福岡県知事（官選時代）などを務めた斎藤守圀。

## 来歴・人物
東京都出身（本籍は福岡県）。東京大学経済学部卒業後、1951年（昭和26年）に毎日新聞社へ入社。

### 大阪テレビ時代
1955年（昭和30年）、大阪テレビ放送（現・朝日放送テレビ）に出向。毎日新聞グループと朝日新聞グループの合弁で設立された大阪最初の民放テレビ局で、営業担当として開局準備にあたった。ここで放送人、経営者として終生尊敬することになる新日本放送（NJB）専務高橋信三と出会う。

### 毎日放送移籍、社長就任まで
1958年（昭和33年）、大阪テレビが解体されることが決まる。斎藤は高橋とともに、OTVの引き取り先を決めるABC社長飯島幡司とNJB社長杉道助による「世紀のジャンケン大会」を見届ける。この結果OTVはABCに引き取られることが決まり、NJBは新たに免許を取得することになった。NJBは社名を現在まで続く『毎日放送』に改め、その直後、斎藤はMBSにテレビ開局の準備要員として移籍した。

#### MBSテレビ開局と腸捻転
斎藤は立ち上がったばかりのMBSテレビ営業課で、高橋らとともにスポンサーや広告代理店との交渉を担当。MBSテレビとラジオ東京テレビ（KRT、現在のTBSテレビ）による東阪間ネットワーク確立に向けて奔走した。しかし、KRT側の交渉担当者だった常務今道潤三は、「KRTはOTVとネット協定を結んでいる。OTVを引き継ぐのがABCであるなら、ABCとネットを組むのが当然の流れ。ネット番組はそう簡単には動かせない」としてMBSテレビとのネットを拒否した。

斎藤は高橋に相談、高橋はラジオの『FOLネット』（NJB、ニッポン放送、ラジオ九州によるスポーツ中継専用のネット）を通じて親交のあったニッポン放送専務鹿内信隆に掛け合う。当時、東京でも民放第3局フジテレビジョンと第4局日本教育テレビ（NET、現在のテレビ朝日）の開局が既に決まっていて、鹿内の勤めるニッポン放送が出資したフジテレビとネットを確立しようという目論見だった。当時は近畿圏第3局として先に開局が決まっていた大関西テレビ（KTV、現在の関西テレビ）のキー局としてNETの名前が浮上していたこともあり、MBSとフジテレビのネット樹立はいけるとの手応えを掴んでいた。

しかし、大関西テレビの筆頭株主だった産業経済新聞社は同年、一時別会社となっていた東京本社を吸収合併したことで経営が悪化。創業者の前田久吉が退き、フジテレビと文化放送の社長を既に兼務していた水野成夫が産経新聞社長も兼務することになって流れが変わる。これで大関西テレビとフジテレビの間のラインは決定的になり、FNSの基礎となる番組供給協定を交わした。これにより、MBSとフジテレビによる完全ネットも不可能になってしまった。

結局、MBSがネットを組める相手はNETしかなくなり、MBSテレビの開局も当初の予定から3ヶ月遅れてやはりNET系列結成メンバーとなる九州朝日放送（KBC）と同時の1959年（昭和34年）3月1日になった。NETのニュースは開局当初から朝日新聞に製作が委託されていて、1964年には朝日新聞社がNETの親会社の一角に加わるなど、MBSにとっては、OTV時代のABCと同様の取り組みにくい相手となった。

#### 対等意識とキー局指向
しかしネットワーク確立に向けた斎藤と高橋の幾多の交渉で営業戦術を磨いたMBS社内には、いつしか在京キー局との対等意識が育まれていた。そしてそれはMBSが在京局と同様の本格的な全国発信を行える在阪唯一のテレビ局を目指すという、「キー局指向」へと昇華していった。斎藤もテレビ営業を率いる立場でキー局NETやフジテレビ、また「毎日新聞ニュース」の裏送りで関係のあったKRT改めTBS、そして後にクロスネットを結んだ首都圏第5局東京12チャンネルと対等の立場で渡り合った。

開局後数年間、NET系という系列の枠を超えてMBSとフジテレビは相互にテープネット番組のやり取りを行った他、第35回選抜高等学校野球大会（1963年）のスポンサードネットやごくわずかなミニ番組などでは例外的にTBSとも相互取引していた。これは高橋と斎藤がフジテレビ・TBSとの関係をあきらめなかった故の産物だった。
1963年（昭和38年）10月改編で、NETは前年12月にレギュラー化されネットしていた『サモン日曜お笑い劇場』（現・『よしもと新喜劇』）が視聴者の支持を得られなかったとして、この年の6月に立ち上げられた『大正テレビ寄席』を『お笑い劇場』の放送時間だった日曜12時台に移動して打ち切る。

NETはスポンサーの大正製薬が同時間帯の全国ネット番組を『テレビ寄席』に一本化するとして、新喜劇放送を打ち切るように指示するが、斎藤はMBSと吉本興業の社運がかかった新喜劇の放送を存続するため、逆に「両番組の放送時間がかち合ったので例えローカルになっても関西では新喜劇をやる。スポンサーとして残ってくれ」と大正を説得、最終的に高橋が大正社長上原正吉の首を縦に振らせ存続が決まった。
1968年（昭和43年）、東京12チャンネルが破綻寸前となり、MBSは後に受け皿となる制作会社「東京12チャンネルプロダクション」（現・テレビ東京）に出資する。MBSは自社制作番組をNETだけでなく東京12チャンネルにも流すようにする。翌1969年（昭和44年）10月改編で、NETでスタート当初の3ヶ月間放送した『ヤングおー!おー!』が「関東での知名度がほとんどないレギュラー陣ではTBSと戦えない」という理由で一方的に打ち切られる。斎藤は高橋の特命を受け、東京12チャンネルプロダクションに指示してネット先を変更、さらに放送時間も変更して継続させた。その結果関東での視聴率こそ伸び悩んだものの番組は「西の笑点」の異名を取るほどの大ヒットとなり、1982年（昭和57年）10月改編で打ち切られるまで、13年続いた。
1971年（昭和46年）12月の『23時ショー』打ち切り事件では、社長として最終決断をした高橋を営業の立場から支え、打ち切り後の同枠を東京12チャンネルからの遅れネットで埋めた。

#### ネットチェンジと新喜劇
1971年（昭和46年）にテレビ営業局長、1973年（昭和48年）6月の株主総会で取締役選任。テレビ開局から16年後の1975年（昭和50年）3月31日、毎日放送テレビがTBS系列にネットチェンジした際には、JNNネットワーク協議会総会にMBSを代表して出席。入会の挨拶ではMBS主催で前年に始まったばかりのダンロップフェニックストーナメントに引っかけ「（ANN系時代は）ゴルフでいえば隣のコースでプレーしていたようなもの。JNNのコースに戻ることができて大変嬉しい」と発言した。

このネットチェンジにより斎藤と高橋がその継続に心血を注いだ『日曜お笑い劇場』がスポンサーの大正製薬の意向でABCテレビに移動となる。斎藤は新喜劇を何としても続けさせるため営業部門をフル回転、吉本興業ともタッグを組んで新規スポンサーとなる地元企業の獲得に奔走した。結果、TBS発全国ネット番組の絡みで土曜日の午後に移動となりながらも『花月爆笑劇場』のタイトルで存続が決まり、放送時間も拡大することになった。また同時に後続番組だった『がっちり買いまショウ』のスポンサー江崎グリコを説得、日曜お笑い劇場の枠が空いた日曜12時台前半に移動させた。
1978年（昭和53年）、常務取締役に昇格。1982年（昭和57年）4月の機構改革で、新設された事業本部（現在の事業局）のトップとなる本部長を兼ねることになった。

### MBS事業本部長
斎藤は常務取締役事業本部長在任中に2つのビッグイベントを立ち上げ、どちらも現在まで続く成功を収めた。
1982年（昭和57年）2月11日、開局30周年の記念事業として奈良県明日香村の古代文化遺産を回る『ラジオウォーク』を実施する。翌年もコースを変えて実施し、視聴者とアナウンサーが一緒にハイキングや歴史学習を楽しむイベントとして確立した。

翌1983年（昭和58年）にはサントリー代表取締役会長（当時）佐治敬三との親交から『サントリー1万人の第九』を企画発案。こちらも年末最大級の視聴者参加型イベントとして恒例となり、コンサートを要約した番組には2006年（平成18年）までスタッフロールに企画・斎藤守慶の文字がクレジットされていた。

### MBS社長
1985年（昭和60年）6月の株主総会終了後の取締役会で、OTV移籍当時財務部長だった先輩高木一見の後を受け、毎日放送第5代代表取締役社長に選任された。

#### 都心回帰へ
斎藤が社長に就任した1985年の時点で、千里丘放送センターは完成から25年を経過し建物の老朽化を指摘されだす。東海道新幹線の新大阪駅や伊丹空港からも遠く、出演者の移動には不便だったこともあり、高橋亡き後のMBSは都市中心部への回帰を考えるようになる。1987年（昭和62年）、斎藤の陣頭指揮でMBSは大阪・梅田の中心地に程近い茶屋町にあった阪急百貨店本店流通センターの土地を取得。地上15階建ての新本社ビルを建設することにした。1990年（平成2年）、MBS新本社・放送センターは完成し、開局記念日を目前に控えた8月20日にラジオ部門が移転したのをきっかけに業務を開始。千里丘放送センターにあった現場部門の大半と毎日大阪会館に残っていた営業部門の全部が1ヵ所に集約された。

#### MBSとFM802
1986年（昭和61年）、開局35周年記念事業として視聴者の生活実態調査『ラジオヒューマンアンケート』を実施。1987年8月31日には、これをもとに24時間の大型特別番組『ラジオはコミュニケーション「KANSAI 24時今日…明日」』を放送し、1989年（平成元年）まで3年間継続させた。この結果が近畿圏民放FM第2局として1989年6月1日に開局したFM802へのMBSとニッポン放送による支援につながり、MBSはFM802の第2位の大株主となる。

FM802は特に若年層から絶大な支持を獲得し、近畿圏におけるラジオ専業局トップの地位を確立。2012年（平成24年）4月からは、FM COCOLOの事業譲渡を受けて、FM単営局としては日本で初めて（AM・短波局を含めればラジオNIKKEIに次いで）1局2波体制へ移行している。

また1989年、MBSはケーブルテレビやCS局向けの番組配信を手掛ける連結子会社「スペースビジョンネットワーク」（現・GAORA）を設立。テレビのサービスエリアを実質、全国に拡大した。斎藤の退任直前となる1996年（平成8年）、スカパー!開局後はGAORAをスポーツ専門チャンネルとして強化。MBS本体のスポーツ放送充実にも道筋を付けた。

#### ラジオ競馬中継の見直し
1980年代の中央競馬は、ミスターシービーからシンボリルドルフ、イナリワン、オグリキャップに至るまで毎年のようにスーパースターホースを輩出し、空前のブームに沸いた。MBS社内もラジオで放送していた『日曜競馬』『土曜競馬』の高聴取率に沸き立っていた。

しかし、斎藤は早くも競馬ブームが去った後のコンテンツの在り方を考えていた。強い既得権益と安定した収入を得ていた『日曜競馬』は自局で存続するにしても、『土曜競馬』はMBSが制作を請け負えるのなら、他局に移してもいいのではないかと思うようになり、日本中央競馬会と交わしていた業務委託契約を取り持っていた電通関西支社に話を持ち掛ける。すると、ラジオ日本『ジャイアンツナイター』のネット受け開始以来週末午後のコンテンツ確保に苦心していたラジオ関西がこの話に乗ってきた。
1991年（平成3年）4月改編で、MBSとラジオ関西は競馬放送限定の業務提携を交わし、MBSが制作し送出のみラジオ関西から行うという形で『土曜競馬』の一部時間帯が移管された。

#### まんが日本昔ばなし
1994年（平成6年）4月改編ではネットチェンジ直前から19年、952回続いた『まんが日本昔ばなし』の全国ネット放送を打ち切らせた。番組は日曜日朝のローカルセールス枠に降格し継続するが、次の1994年10月改編で新作制作を取りやめた。これに視聴者からの抗議や苦情が殺到し、斎藤は既存作品の再放送という形で番組の継続を指示する。同時にMBSは担当プロダクション愛企画センターと共同で作品のビデオソフト化に取り組むようになり、2000年代に入ってからのデジタルリマスタ版放送やDVD化など『日本昔ばなし』は現在でもMBSの収益と文化の継承に貢献する貴重なライブラリーとなった。

#### 阪神･淡路大震災
1995年（平成7年）1月17日、兵庫県南部地震（阪神・淡路大震災）が襲う。斎藤も大阪市内の自宅で強烈な揺れを感じたが、『おはよう天気です』『おはようパートナー』と早朝からテレビ、ラジオの両方が生放送のABCと違って、MBSはテレビ・ラジオともに5時台後半はTBSからのネット受け（『榎さんのおはようさん』と『あなたにオンタイム』）で初動が取りにくかった。

斎藤は『榎さん』のパーソナリティ榎本勝起の「MBSさん、番組の途中でも（打ち切って）結構」という発言を聞くが、その後の自社生番組『おはよう川村龍一です』の生放送に向かう途中だった川村龍一によるタクシー車内からのレポートで極めて重大な事態であることを認識。同番組中に強制自動送出されてしまったCM2本を最後にMBSラジオ・テレビの全番組を特別番組に切り替えかつすべてのCM放送を中止させる非常マニュアルを発動、MBSは2日間に渡り一切の一般企業CMを止めた。その後もミニ番組を飛ばすなど、ライフライン情報を最優先に放送した。この時の記録は後に『阪神大震災の被災者にラジオ放送は何ができたか 「被災していない人への情報はいらない!」と言い続けた報道者たち』というタイトルで書籍化される。

### 晩年
1997年（平成9年）6月、株主総会終了後の取締役会で6期12年務めた社長を退き、代表取締役会長に就いた。後任の第6代社長となった柳瀬璋は斎藤時代の長寿番組だった『あどりぶランド』『MBSナウ』の打ち切りや『ちちんぷいぷい』の立ち上げ、『MBSヤングタウン』縮小など、斎藤が第一線を退いた後のMBSのビジョンを構築した。
2002年（平成14年）、柳瀬の社長退任と同時に斎藤も会長を退任。相談役名誉会長・最高顧問となった。その他には財団法人放送番組センター会長、大阪文化団体連合会会長、毎日新聞社取締役、東京放送取締役などもそれぞれ務めた。
2008年（平成20年）6月4日午前1時30分、虚血性心不全のため大阪市内の自宅で死去。享年79。

## 著書
- 『放送が世界を動かす』TBSブリタニカ
- 『放送新時代～「星の時代」の挑戦～』TBSブリタニカ
- 『文化の広場・文化の言葉』大阪これが、文化団体連合会

## 主な団体等社外歴
- 昭和62年 （株）東京放送取締役
- 平成2年 （社）日本民間放送連盟副会長
- 平成3年 日本衛星放送（株）（現WOWOW)取締役
- 平成4年 世界放送通信機構(IIC)副会長
- 平成10年 日本民間放送連盟副会長
- 平成11年 全米テレビ芸術、科学アカデミー国際委員会理事
- 平成14年 （財）放送番組センター会長

## 受賞歴
- 平成2年 オーストリア・ウィーン州コマンダース・クロス賞受
- 平成4年 藍綬褒章
- 平成7年 チリ共和国ベルナルド・オイギンス勲章
- 平成10年 ワシントン州立大学エド・マロー国際種
- 平成11年 勲二等瑞宝章[4]
- 平成20年 従四位
- 平成24年 マスコミ功労者顕彰（放送功労者顕彰）[5]